# MCFD2
MCFD2‏ (Multiple coagulation factor deficiency 2) هوَ بروتين يُشَفر بواسطة جين MCFD2 في الإنسان.